# Spartan: Total Warrior
Spartan: Total Warrior es un videojuego de acción en tercera persona para PlayStation 2, Xbox y GameCube. Ha sido creado por la desarrolladora The Creative Assembly.
El personaje principal es Espartano y a lo largo del juego se hace referencia a personajes importantes de la época, como Arquímedes y Leónidas entre otros. El personaje es ayudado por los dioses y a lo largo del juego mejora su equipamiento y habilidades, como en un videojuego de rol.

## Historia
El juego se desarrolla en el reinado del emperador Tiberio, con el ejército romano invadiendo Grecia. Cada ciudad griega cayó, con la única excepción de Esparta, que se prepara para la inminente llegada de las hordas romanas. El protagonista es un personaje conocido simplemente como "El Espartano", un huérfano criado desde la infancia para ser soldado. Los amigos más cercanos del Espartano son los hermanos Cástor y Pólux, y juntos le sirven al rey espartano, Leónidas. Al comienzo del juego Ares, dios de la guerra, contacta con Espartano y le propone un trato: el ayudará al Espartano a derrotar a los Romanos y revelar su verdadera identidad a cambio de que el Espartano envíe una venganza sin especificar la cual Ares anhela.
Los romanos atacan la ciudad, tratando de derribar las murallas, pero son repelidos. El general romano, Craso envía a Talos, un gigante de bronce animado, para atacar las murallas. Los espartanos son capaces de contener a los romanos el tiempo suficiente para que el Espartano destruya a Talos. Esa noche, Ares le ordena al Espartano que se infiltre en el campamento romano y recupere las Espadas de Atenea, que los romanos robaron del Partenón durante la conquista de Atenas. El Espartano tiene éxito, y en el proceso se encuentra con una prisionera prófuga del campamento romano; Electra, líder de las Amazonas. Ella le advierte a los espartanos que los romanos han construido una nueva arma muy poderosa, capaz de exterminar toda la ciudad. Ella prueba tener razón cuando Craso revela un arma accionada por Medusa, con la capacidad de convertir falanges enteras en piedra. A medida que el ejército espartano hace su última defensa en las ruinas de la ciudad, El Espartano se abre camino hacia Craso, a quien mata, y destruye el arma.
En las secuelas de la batalla, Ares le habla al Espartano una vez más, y le da instrucciones de ir a las ruinas de Troya y recuperar la Lanza de Aquiles, ya que sólo con esta arma él será lo suficientemente poderoso como para derrotar a los romanos. El Espartano viaja a través de las Badlands al norte de Grecia, con Cástor, Pólux y Electra, y salva una aldea de los guerreros bárbaros bajo el mando de Beowulf. A su llegada a la ciudad en ruinas, El Espartano entra en el inframundo de Troya, donde se encuentra con Sejano, el prefecto pretoriano que actúa como hombre de confianza de Tiberio. Sejano es también un poderoso nigromante, que resucita a muchos guerreros no muertos romanos, troyanos y griegos. El Espartano se abre camino a través de las ruinas de la ciudad, pasando por las tumbas de Príamo, Héctor e incluso el Caballo de Troya. Al llegar a la tumba de Aquiles, se enfrenta de nuevo a Sejano, que le hace luchar con una copia exacta de él mismo, con las mismas habilidades y conocimientos. El Espartano sobrevive otra vez, y recupera la Lanza de Aquiles. En ese momento se abre una salida del inframundo, reincorporándose con sus aliados, e intenta salir de la ciudad. Sin embargo, los espartanos son informados por Sejano que Esparta ha caído en su ausencia. El Espartano es confrontado entonces por la Hidra, despertada de su letargo por Sejano para matarlo. Sin embargo, sale victorioso una vez más.
El Espartano ahora viaja a Atenas, donde conoce al científico Arquímedes, quien lidera la Resistencia Ateniense contra los romanos ocupantes. Él ayuda a la resistencia al proteger a Arquímedes de los asesinos romanos, salvando a varios miembros de la resistencia de la ejecución, y conduce al pueblo de Atenas en una revolución, asaltando la mansión ocupada por Sejano y la Guardia Pretoriana. La mansión es tomada, y los romanos asesinados, pero Sejano escapa. El Espartano reactiva uno de los inventos de Arquímedes, el Ojo de Apolo, para impulsar un arma de rayos, que usa para derribar al dragón Ladón, usado por Sejano como un corcel. Una vez desmontado, Pólux carga contra Sejano, pero el prefecto lo mata fácilmente, convirtiéndolo en un esbirro no-muerto con quien Cástor se ve obligado a luchar, mientras que El Espartano y Electra luchan con Sejano. Lo derrotan, y lloran a Pólux, pero celebran que los romanos son expulsados de Atenas.
Dejando Atenas, El Espartano y Cástor viajan a Roma, a través de las Puertas de Saturno, una fortaleza fuertemente custodiada en los Alpes. En el complejo, se encuentran con un Sejano no muerto, que ha regresado del Hades. El Espartano mata a las sacerdotisas de Sejano, de quienes recibe su poder, antes de finalmente derrotar a Sejano de una vez por todas, mientras que el ejército espartano masacra a la guarnición romana. Los espartanos continúan hacia Roma, donde planean matar a Tiberio. El Espartano utiliza las alcantarillas y catacumbas romanas para infiltrarse en la ciudad, mientras que los otros viajan sobre la superficie al Coliseo, donde Tiberio asiste a un torneo de gladiadores. El plan es matar a Tiberio colocando explosivos bajo su plataforma. El Espartano logra navegar a través las alcantarillas y llega a la superficie, después de matar al Minotauro, que se había soltado bajo tierra. Sin embargo, los otros son descubiertos y obligados a detonar la bomba antes de tiempo, sin matar a Tiberio. El Espartano salva a Electra y Cástor de la muerte, y se abre camino hasta Tiberio. Sin embargo, Tiberio se suicida por temor a un "maestro" desconocido. El Espartano se abre paso al ruedo, donde conoce al verdadero antagonista de la historia; Ares. Ares le dice al Espartano, que él es el hijo de una de las siervas de Afrodita. La sierva le reveló el romance de Ares con Afrodita a su marido, Hefesto. Ares mató a la sierva, pero fue desterrado por los otros dioses. Para salvar su vida de la ira de Ares, El Espartano perdió todo conocimiento de su pasado, y fue enviado a vivir con los espartanos, habiendo recibido poderes sobrehumanos y las habilidades para protegerse a sí mismo. Él fue ocultado de Ares, que había ayudado a los romanos a conquistar Grecia puramente a fin de localizar al Espartano y llevar a cabo su venganza final. Ares también revela que Leónidas murió pidiendo la ayuda del Espartano. Ares y El Espartano luchan, con El Espartano matando al dios. Al final del juego, Cástor, el nuevo rey de Esparta, dice:
"Había acabado. Nuestro viaje épico para detener a Tiberio y al Imperio Romano nos había atraído a este momento. El Espartano descubrió su verdadera identidad, derrotó al Imperio, y combatió a un dios vengativo para liberar a su pueblo. Un guerrero, un héroe, una leyenda."

## Personajes
Espartano: es el protagonista principal, es un huérfano criado desde chico para ser un guerrero, el no se acuerda absolutamente nada de su pasado es por eso que luego de ser contactado por Ares que le ofrece revelarle su origen, se embarca en una aventura épica en la que se topa tanto con aliados como enemigos y viaja a ciudades legendarias tales como Troya, Roma, Atenas, etc. Al final del juego se revela que es hijo de una de las siervas de Afrodita, esta Sierva fue asesinada por Ares tras haberle revelado su romance con Afrodita a Hefesto. Ares fue desterrado por los dioses y el Espartano fue enviado a Esparta no sin antes borrarle todos los recuerdos de su pasado y recibir poderes sobrehumanos para así cuidarse de Ares.
Castor: es un guerrero espartano, el mejor amigo del Espartano y narrador del juego. Es guerrero fuerte e inteligente, que piensa antes de dar sus movimientos, a diferencia de su hermano Pòlux. Tras las derrota de Ares a manos del Espartano se termina proclamando nuevo Rey de Esparta.
Electra: es una guerrera y Princesa de las Amazonas. Aparece por primera vez cuando intenta huir de un campamento romano del cual era prisionera hasta que se topa con el Espartano y Castor. Ella se termina aliando con los Espartanos durante su viaje. Resulta gravemente herida durante el ataque a Tiberio en Roma, pero al final del juego se revela que logró sobrevivir.
Pòlux: es un guerrero espartano y hermano menor de Castor. Es un guerrero impulsivo y con un gran sentido de carisma, durante su viaje a Atenas Pòlux intenta atacar a Sejano pero es fácilmente derrotado y asesinado luego de eso es convertido en un No-Muerto y termina luchando con Castor, cuando el Espartano y Electra derrotan a Sejano, Pòlux finalmente muere definitivamente, luego es homenajeado como un Héroe en Atenas.
Leonidas: Es el Rey de Esparta y aliado del Espartano. Al final de la historia se revela que fue asesinado durante la invasión de Esparta.
Arquímedes: Es un físico, ingeniero, inventor, astrónomo y matemático griego. Dentro de la historia es el líder de la resistencia contra el Imperio Romano en Atenas y aliado del Espartano durante su estancia allí.

### Villanos
Talos: Es un gigante de metal y el primer jefe que enfrenta el Espartano en la historia. Es derrotado por el Espartano y posteriormente sus partes son tomadas por el Imperio Romano.
Craso: Fue el general del Imperio Romano durante los primeros intentos de conquista de Esparta, durante su mandato fue capaz de capturar a la Gorgona Medusa y canalizar todo su poder hacía una máquina con objetivo en Esparta, más adelante es derrotado y asesinado por el Espartano en uno de sus intentos de conquista a Esparta.
Beowulf: Fue el líder de los Bárbaros, poseía un martillo con orígenes Nórdicos. Antes de la llegada del Espartano, Beowulf y sus bárbaros atacaron e invadieron una pequeña aldea asesinando y torturando a sus habitantes, más adelante es derrotado y asesinado junto a su tribu por el Espartano y Electra.
Elio Sejano: Fue un pretoriano y segundo general del Imperio Romano de Tiberio. Sejano y el Espartano se encuentran por primera vez en las ruinas de Troya en donde se presenta y posteriormente revela que es un Nigromante con la capacidad de revivir y controlar a los muertos de Troya, gracias a su magia logró dominar a la Hidra, logró un clon perfecto del Espartano llamado Némesis y fue el asesino de Pòlux. Durante su estancia en Atenas Sejano es derrotado y asesinado por el Espartano para posteriormente regresar del Inframundo gracias a sus sacerdotisas aunque una vez más es asesinado por el Espartano pero esta vez definitivamente ya que el Espartano anteriormente asesinó a sus sacerdotisas haciendo que esta vez no pueda regresar de la muerte.
Némesis: es un clon perfecto del Espartano. Según Sejano posee las mismas habilidades del Espartano y puede prevenir cualquier movimiento que él piense más el hecho que Némesis posee la lanza de Aquiles misma arma que el Espartano buscaba en Troya, a pesar de ello es asesinado por el Espartano.
Hidra: era un antiguo y despiadado monstruo acuático ctónico con forma de serpiente policéfala (cuyo número de cabezas va desde tres, cinco o nueve) al parecer seguía las órdenes de Sejano. El Espartano se encuentra con este monstruo en las ruinas de la ciudad de Troya, posteriormente el Espartano usando la lanza de Aquiles derrota y asesina a la Hidra.
Ladón: Fue una especie de Dragón esquelético controlado por Sejano. Fue derrotado en Atenas por el Espartano gracias al invento de Arquímedes.
Sacerdotisas: Fueron siete sacerdotisas al parecer hermanas que eran aliadas y fuentes del poder de Sejano. Todas son asesinadas por el Espartano durante la batalla en las Puertas de Saturno.
Minotauro: Fue un monstruo con cuerpo de hombre y cabeza de toro con el que el Espartano tuvo que luchar en los acueductos subterráneos de Roma. En algún momento el Imperio Romano lo capturó y planeaban usarlo para el Coliseo aunque este finalmente se escapó y terminó haciendo estragos en los acueductos subterráneos, posteriormente es derrotado y asesinado por el Espartano.
Tiberio: Fue el emperador de Roma y mortal con el que Ares planeó su venganza. Este es encontrado durante el ataque al Coliseo en donde observaba una lucha entre los gladiadores hasta que ocurre el atentado de Castor y Electra, Tiberio sobrevive y posteriormente es encontrado por el Espartano, Tiberio demostró ser un rival débil ya que apenas pone resistencia al ser acorralado. Termina suicidándose siendo sus últimas palabras El lo sabe... lo sabe.
Ares: es el dios olímpico de la guerra y el verdadero jefe final del juego. Hace su primera aparición al principio del videojuego ofreciéndole un trato al Espartano en donde ayudaría al Espartano a descubrir quien es y a cambio el Espartano lo ayudaría en su venganza que en ese momento era desconocida, gracias al Espartano logra conseguir varias armas que usa contra el Imperio romano después de la derrota de Craso, Ares manda al Espartano junto a Castor, Pólux y Electra a Troya para conseguir la Lanza de Aquiles, esto no era nada más que una trampa para así conquistar Esparta. Su primera aparición física es ya al final de la historia en donde revela que el era el causante de todo y que Tiberio no era más que un peón todo para cumplir su venganza contra el Espartano ya que este es el hijo de la sierva de Afrodita que reveló la relación Ares y Afrodita a los dioses, está Sierva termina siendo asesinada por el mismo Ares y el Espartano siendo ocultado y bendecido con extraordinarias habilidades de lucha ya que los dioses sabían que Ares iba a intentar vengarse. Ares termina siendo derrotado por el Espartano dejando a este la verdad sobre sus orígenes.

### Voces
| Personaje   | Actor Original (EE. UU.) | Actor de voz (España)  |
| ----------- | ------------------------ | ---------------------- |
| Espartano   | Qaurie Marshall          | Lorenzo Beteta         |
| Castor      | Tom Clarke Hill          | Roberto Encinas        |
| Electra     | Julia Innocenti          | Conchi López           |
| Polux       | Noah Lee Margetts        | Salvador Aldeguer      |
| Leonidas    | Bill Roberts             | Pablo Adán             |
| Tiberio     | Kevin Howarth            | Juan Antonio Castro    |
| Craso       | Jay Simon                | David García Velázquez |
| Elio Sejano | Jason Isaacs             | Héctor Cantolla        |
| Beowulf     | Seamus O'Neil            | Héctor Cantolla        |
| Ares        | Stanley Townsend         | Salvador Serrano       |
| Arquímedes  | Jay Benedict             | José Ángel Juanes      |

## Jugabilidad
STW contiene una jugabilidad diferente a la de los demás juegos de la saga, puesto que se sustituye el individualismo propio de esta modalidad de videojuegos para enfrentarnos a un mundo con mayor realismo. De este modo, tendremos aliados espartanos que tratarán de ayudarnos en la medida de lo posible. También seremos capaces de atacar veloz y muy fuertemente a los enemigos en comparación con nuestros compañeros no jugables, podremos cubrirnos con nuestros escudos o golpear a los enemigos con este, atacar en el suelo o rodar para esquivar ataques. Incluso es posible invocar rayos y truenos de las armas y congelar a nuestros enemigos, entre otros trucos. Por otro lado, contaremos con un arco y flechas para atacar a distancia o en masa. Todo esto para un solo propósito: sobrevivir y destruir.
Después de cada escenario, con una gran profundidad de detalles, podremos utilizar los "favores de los dioses", una especie de monedas que podemos utilizar para mejorar nuestras habilidades. Al principio, solo existen de dos tipos: daño (la cantidad de daño que le provocamos a los enemigos) y salud (la cantidad de vitalidad y de resistencia a todos los ataques). A medida que se avanza en el juego también se desbloqueará la habilidad de fuerza. Mejorándola, conseguiremos que el personaje se convierta en un héroe y, más tarde, ascender al estatus de leyenda. En cada nivel, el protagonista adquirirá una categoría superior que lo llevará a ser el guerrero perfecto. 
Como es habitual, habrá distintos jefes que deberán ser derrotados por nuestro personaje, la mayoría son humanos, pero pueden ser bárbaros, demonios, criaturas míticas y generales, entre otros. 

### Habilidades de las armas
Cada arma en el juego está preparada para un estilo de batalla contra el enemigo, algunas son más eficientes que otras contra ciertos enemigos.
Espadas de Atenea:
Son dos espadas que pertenecieron a Atenea (diosa de la guerra y la sabiduría), con estas dos armas, el Espartano tiene movimientos y ataques más veloces, si bien éstas no hacen tanto daños como otras armas, son especiales para mantener a los enemigos alejados, y hacer jugadas rápidas. Al levantarlas en alto, un conjunto de rayos mata a los enemigos cercanos o les provoca graves daños, o también se pueden usar para atravesar a un enemigo y que explote en relámpagos. Se obtienen al infiltrarse en el campamento romano y rescatarlas.
Escudo de Medusa:
Este escudo y espada, es el conjunto preferido del Espartano, en una mano posee la espada, con esta, es capaz de acabar con los enemigos en unos pocos golpes, en la otra mano, tiene el escudo que es la mejor defensa que el Espartano llegará a encontrar.
La velocidad de ataque que uno posee con estas armas es veloz, no al nivel de las espadas de Atenea, pero con respecto a su velocidad y fuerza se encuentra en segundo lugar. Lanza varios rayos al cielo, que convierten a todos los enemigos del campo en piedra por unos instantes. Se obtiene al matar a Craso.
Mazo Mortal de Beowulf:
Esta arma de dos manos, está en primer lugar respecto a su fuerza, con tan sólo un golpe, el arma acaba rompiendo los escudos de los enemigos y con un segundo golpe termina con la vida del enemigo. Aunque esta arma represente gran fuerza, no es de gran velocidad, en el tiempo que el jugador ejecuta los golpes puede ser herido por algún enemigo que se encuentre cerca. Su habilidad mágica hace sacudir la tierra, aturdiendo a los oponentes y provocándoles algunos daños. Se obtiene al matar a Beowulf.
Lanza de Aquiles:
Esta arma de dos manos era la favorita de Aquiles, es la última que el Espartano logra adquirir, es un arma de fuertes golpes (no tanto como el Mazo de Beowulf o como el Escudo de Medusa) y de una velocidad promedio, el único detalle negativo del arma, es que es muy de uno contra uno, no es muy útil para pelear contra masas de enemigos. La habilidad mágica provoca que el Espartano se envuelva en llamas, haciendo que cualquiera que lo ataque reciba daños también. Se obtiene al matar a Némesis.

## Recepción
Spartan: Total Warrior recibió revisiones mixtas a promedio en todos los sistemas; La versión de GameCube tiene una puntuación total de 73 sobre 100 en Metacritic, basada en veinticuatro revisiones; versión de PlayStation 2  74 de 100, basada en treinta y tres revisiones; y la versión de Xbox 73 de 100 basada en treinta y seis revisiones.
Greg Mueller de GameSpot anotó el juego 7.1 de cada 10, y lo calificó como "un juego de acción básico con una gran dosis de combinación de botones y un poco de administración de tareas". Al encontrar el combate repetitivo, argumentó, "incluso con los movimientos de rabia, el combate puede volverse bastante aburrido después de un tiempo". También se mostró crítico con los gráficos, ya que "los detalles a veces se sacrifican para lograr esa buena velocidad de cuadro. Los modelos de los personajes son en bloques y no se animan particularmente bien. Además, todas las texturas son borrosas y suaves" Concluyó: "Spartan: Total Warrior es un juego de acción bastante divertido, aunque derivado, que debería mantenerte entretenido durante al menos las seis o siete horas que te lleva pasar la historia. Spartan podría haber sido genial". 
IGN Juan Castro anotó el juego 7.9 de 10, argumentando que "a medida que el juego se vuelve emocionante y lleno de acción, también se vuelve extremadamente molesto". Fue particularmente crítico con la cámara de apuntar cuando usaba el arco. Por otra parte, lo calificó como "un juego técnicamente excelente. El motor impulsa cientos de unidades a la vez y ofrece una gran cantidad de estilo visual. Hay poca o ninguna desaceleración en toda la experiencia, incluso con explosiones que sacuden la pantalla y partes del cuerpo volando en todas direcciones". Llegó a la conclusión de que "hace tantas cosas bien que realmente nos duele ver que la experiencia se atasca con un puñado de grandes molestias. Creative Assembly creó un maravilloso motor de juego, uno que ofrece encuentros espectaculares llenos de más acción, sangre y "¡Santa porquería viste eso!
Brent Goodsmith, de GamesRadar, anotó el juego 4 de 5. Creía que se trataba de un desensamblador de botones, argumentando que el ataque "se realiza a través del medio de confianza para golpear los botones. Los desarrolladores nos odiarán por decir esto, porque han señalado para nosotros en múltiples ocasiones, la naturaleza no aburrida y de todas las habilidades de Spartan: Total Warrior. Sin embargo, él no vio esto como un problema inherente; "independientemente de cómo se logre, el resultado es muy similar: montones de asesinatos rápidos y la satisfacción de hackear enemigos más numerosos que en cualquier juego de acción de consola que haya existido antes". Llegó a la conclusión de que "Spartan hace las cosas desde el primer momento que la premier serie de hack-and-slash Dynasty Warriors, la décima entrada de PS2, aún no se ha logrado".